# Fosfonat
Fosfonati ili fosfonske kiseline su organofosforna jedinjenja koja sadrže  ili  grupe (gde je R=alkil, aril). Fosfonske kiseline ili fosfonatne soli su tipično bele, neisparljive čvrste materije, koje su slabo rastvorne u organskim rastvaračima, ali su nerastvorne u vodi i većini allohola. Mnoga industrijski važna jedinjenja su fosfonati, uključujući glifosat, herbicid Roundup, i etefon, široko korišteni regulator biljnog rasta. Bisfosfonati su popularni lekovi za tretman osteoporoze.

## Osobine
Fofonati sadrže tetraedralne fosforne centre. Oni su strukturno srodni sa (i često se pripremaju iz) fosforne kiseline.
Fosfonatne soli su proizvod deprotonacije fosfonskih kiselina, koje su diprotične kiseline:
 (mononatrijum fofonat)
 (mononatrijum fofonat)
Fosfonatni estri su proizvod kondenzacije fosfonskih kiselina sa alkoholima.

## Literatura
- Newman, R.H., and K.R. Tate. 1980. Soil characterized by 31P nuclear magnetic resonance* Communications in Soil Science and Plant Analysis11:835-842.
- Abhimanyu S. Paraskar and Arumugam Sudalai (2006). „A novel Cu(OTf)2 mediated three component high yield synthesis of α-aminophosphonates” (PDF). Arkivoc (1838EP): 183—9. Архивирано из оригинала (PDF) 25. 11. 2022. г. Приступљено 09. 10. 2013.
- Singh R, Nolan SP (2005). „Synthesis of phosphorus esters by transesterification mediated by N-heterocyclic carbenes (NHCs)”. Chemical Communications (43): 5456—8. PMID 16261245. doi:10.1039/b509783e.